# Bătălia de la Varna
Bătălia de la Varna s-a desfășurat la 10 noiembrie 1444 lângă Varna, în estul Bulgariei. În această bătălie Imperiul Otoman condus de Sultanul Murad al II-lea a învins armatele Poloniei și Ungariei, sub conducerea lui Vladislav al III-lea al Poloniei și Ungariei și Ioan (Iancu)  de Hunedoara.

## Context
Regatul Ungariei a intrat în criză după moartea regelui Sigismund în 1437. Ginerele său în drept și succesorul, regele Albert, a domnit doar doi ani și a murit în 1439, lăsându-i văduvei Elizabeth, cu un copil nenăscut, Ladislaus. Nobilii maghiari l-au numit apoi pe tânărul rege, Vladislav al III-lea al Poloniei la tronul Ungariei, așteptând ajutorul său în apărarea împotriva turcilor.

## Pregătiri
După eșecul atacului din 1441/1442 împotriva Belgradului, sultanul Murad al II-lea a semnat un armistițiu de zece ani cu Ungaria. După ce a făcut pace cu Emiratul Karaman din Anatolia în august 1444, a cedat tronul fiului său Mehmed al II-lea, care avea doisprezece ani.
În pofida tratatului de pace, Ungaria a colaborat cu Republica Venețiană și cu papa Eugen al IV-lea să organizeze o nouă cruciadă împotriva otomanilor. La aflarea acestei vești, Murad a fost chemat să reia tronul de fiul său. Deși Murad inițial a refuzat vehement această ofertă pe motiv că nu mai este el sultanul, a fost convins de fiul său, care la aflarea refuzului i-a scris următoarele: "Dacă tu ești sultanul, trebuie să-ți conduci armatele; dar dacă eu sunt sultanul, îți ordon prin prezenta să vii și să-mi conduci armatele". Murad nu a avut cum să mai refuze și a revenit la tron.

## Combatanți
O armată creștină amestecată, formată în principal din forțe maghiare și poloneze, dar având și detașamente de cehi, cavaleri papali, bosniaci, croați, sârbi, bulgari, valahi și ruteni, s-a ciocnit cu o armată otomană superioară numeric. Maghiarii erau slab echipați, iar ajutoarele promise din Albania și Constantinopol nu au sosit. Armata maghiară avea un număr mic de infanteriști, între una și trei sute de mercenari cehi înarmați cu muschete. De asemenea erau și circa o sută de care de război cu echipaje. Restul armatei era format din cavalerie grea, majoritatea mercenari regali și străini, cu câteva stindarde episcopale și nobile. 
Au avut promisiuni de la Veneția că flota acestora nu va permite turcilor să treacă Bosforul. La Bosfor venețienii s-ar fi unit cu flota papală și ar fi navigat pe coastă până la Constantinopol, împingându-i pe otomani afară din Balcani.

## Bătălia

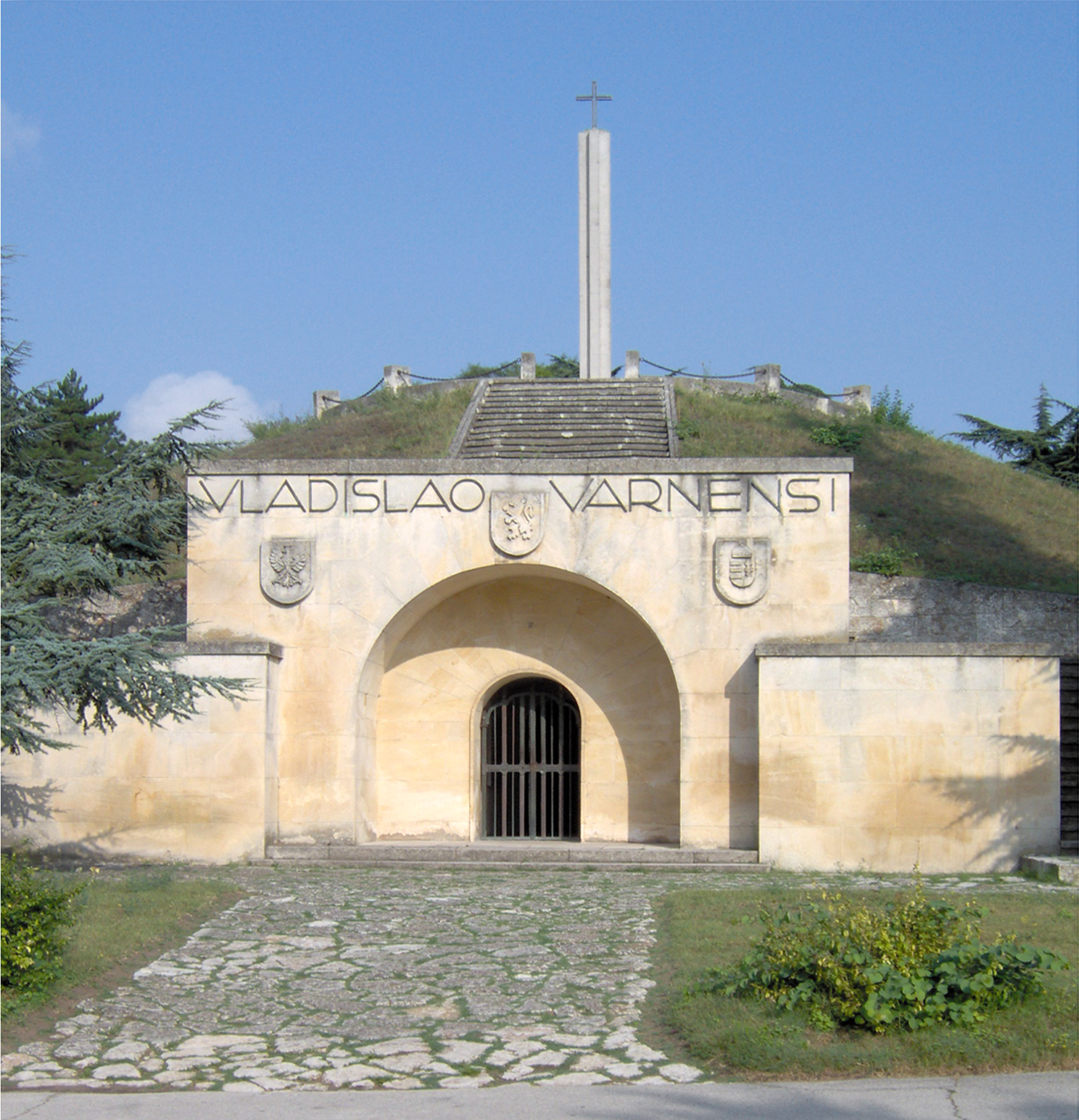
Monumentul bătăliei de la Varna, purtând numele regelui căzut

Cei 20.000 (sau 30.000) de cruciați au fost copleșiți de circa 60.000 turci. Mai mult de jumătate de soldații din armata creștină au pierit. Regele Vladislav al III-lea a fost ucis în bătălie (a căzut într-o capcană și a fost decapitat)  în timp ce a lansat un atac fără să-l aștepte pe Iancu de Hunedoara și forțele acestuia să-l ajute. Moartea lui Vladislav al III-lea în bătălie a lăsat Ungaria în mâinile regelui Ladislau Postumul al Boemiei și Ungariei, care avea patru ani, iar regentul lui a fost Iancu de Hunedoara. Într-o expresie de gratitudine, poporul bulgar l-a poreclit pe Vladislav al III-lea cu afecțiune "Varnenchik" (Warneńczyk în poloneză), după numele orașului Varna, unde a luptat și a murit.
Înfrângerea armatei creștine a pus capăt încercărilor de a opri cucerirea estului Europei de Imperiul Otoman timp de mai multe decenii. De asemenea a pregătit terenul pentru căderea Constantinopolului din 1453.